# حمام محله ناران
حمام محله ناران مربوط به دوره صفوی است و در لواسان، محله ناران واقع شده و این اثر در تاریخ ۱ مهر ۱۳۸۲ با شمارهٔ ثبت ۱۰۳۷۴ به‌عنوان یکی از آثار ملی ایران به ثبت رسیده است.